# Soufiane Benjdida
Soufiane Benjdida (en arabe : سفيان بنجديدة), né le 5 septembre 2001 à Casablanca, est un footballeur international marocain qui joue au poste d'attaquant.

## Biographie

### Jeunesse et formation
Soufiane Benjdida voit le jour le 5 septembre 2001 au quartier de Sidi Othmane dans la capital économique du Royaume, Casablanca. Il se met à jouer au football dans les rues de son quartier avant d'aller à Rabat pour rejoindre les minimes de l'Académie Mohammed VI de football à l'âge de 11 ans. Après trois ans, il quitte l'Académie pour rallier le centre de formation Fath Union Sport où il reste un an. Il rejoint ensuite l'AS FAR où joue avec les cadets pendant deux ans.
En 2018, il débarque au Complexe Oasis et rejoint le centre de formation du Raja Club Athletic, son équipe de cœur. Il évolue avec les juniors avant d'atteindre l'équipe espoir en 2019, entraînée alors par Bouchaib El Moubarki.

### Raja Club Athletic (2021-2023)
À la fin de la saison 2020-2021, il est remarqué par l'entraîneur tunisien Lassaad Chabbi et commence à prendre part aux entraînements du groupe professionnel. Le 28 juillet 2021, il dispute son premier match avec l'équipe A au titre de la dernière journée du championnat face au Maghreb de Fès en entrant en jeu à la 63e minute (victoire 2-3). Il est expulsé à la 94e minute après avoir reçu un second carton jaune.
En début de la nouvelle saison 2021-2022, il ne joue plus jusqu'à l'arrivée de Marc Wilmots en novembre qui lui fait confiance et lui octroie plus de temps de jeu. Le 17 décembre, il joue une demi-heure face à Hassania d'Agadir et inscrit le but de la victoire pour le Raja CA à la 92e minute (1-0). Le 12 février 2022, il joue son premier match de Ligue des champions face à Amazulu FC au titre de la 1re journée de la phase de poules. Le 6 mai, il marque le second but face au Difaâ d'El Jadida (2-0) et culmine, avec 6 buts, à la tête du classement des buteurs du Raja en championnat, ex æquo avec Hamid Ahaddad et Mohsine Moutouali. Le 29 juin, il inscrit le premier but du Raja face à l'AS FAR de la tête après un centre de Beni Badibanga. Deux jours plus tard, le club lui décerne le prix Aigle du mois de juin 2022.

### Standard de Liège (2023-2025) et prêt à Molenbeek (2025)
Le 30 août 2023, il s'engage au Standard de Liège en signant un contrat de deux saisons avec option d'achat de deux autres années supplémentaires. Il rejoint dans un premier temps l'équipe réserve du SL16 FC évoluant en deuxième division belge sous la houlette de l'entraîneur Joseph Laumann.
Lors de la saison 2024-2025, il rejoint l'équipe première du Standard en pleine reconstruction et le championnat de Belgique de division 1. Il est titulaire dès le premier match de la saison le 25 juillet 2024 au KRC Genk et inscrit son premier but en division 1 belge le 25 août en convertissant le penalty de la victoire (1-0) contre le Beerschot.
Prêté au RWD Molenbeek lors du mercato hivernal, il est viré quatre mois plus tard après avoir frappé au visage son coéquipier Achraf Laaziri, après la fin d'une rencontre de championnat contre le Patro Eisden Maasmechelen. De retour de facto au Standard, il termine son contrat à Liège et se retrouve sans club au 1er juillet 2025.

### En sélection
Le 28 juillet 2022, il est convoqué par le sélectionneur Hicham Dmii pour un stage de préparation avec l'équipe du Maroc A', figurant sur une liste de 23 joueurs qui prendront part aux Jeux de la solidarité islamique en août 2022. Se retrouvant dans un groupe B composé de l'Iran, de l'Arabie saoudite et l'Azerbaïdjan, le premier match est remporté sur tapis vert à la suite du retrait de l'Iran de la compétition. Lors du deuxième match, les Marocains sont défaits par les Saoudiens sur un score de 2-0. Il est alors éliminé au premier tour après un match nul de 2-2 enregistré face à l'Azerbaïdjan. Lors de ce dernier match, les buts sont inscrits par Reda Slim et Hamza Regragui.
Le 15 septembre 2022, il est convoqué par Hicham Dmii avec le Maroc olympique pour une double confrontation face au Sénégal olympique dans le cadre d'un stage de préparation pour les qualifications aux Jeux olympiques d'été de 2024.
Le 22 mars 2023, il retourne avec le Maroc olympique sous le nouveau sélectionneur Issame Charaï pour un match amical face à la Côte d'Ivoire olympique à Rabat dans le cadre des préparations à la Coupe d'Afrique des nations des moins de 23 ans qui se déroulera au Maroc en 2023,. Lors de ce match, il n'entre pas en jeu (défaite, 2-3). Deux jours plus tard, il figure sur le banc lors d'un nouveau match amical face au Togo olympique, mais entre en jeu en deuxième mi-temps à la 80e minute en remplaçant Ismael Saibari (victoire, 2-0). Il n'est finalement pas retenu dans la liste finale pour prendre part à cette compétition.

### Statistiques détaillées
| Saison                | Club                  | Championnat           | Championnat | Championnat | Championnat | Coupe(s) nationale(s) | Coupe(s) nationale(s) | Coupe(s) nationale(s) | Compétition(s) continentale(s) | Compétition(s) continentale(s) | Compétition(s) continentale(s) | Compétition(s) continentale(s) | Maroc | Maroc | Maroc | Total | Total | Total |
| Saison                | Club                  | Division              | M.          | B.          | P.d.        | M.                    | B.                    | P.d.                  | Comp.                          | M.                             | B.                             | P.d.                           | M.    | B.    | P.d.  | M.    | B.    | P.d.  |
| 2020-2021             | Raja CA               | Botola Pro            | 1           | 0           | 0           | -                     | -                     | -                     | C3                             | -                              | -                              | -                              | -     | -     | -     | 1     | 0     | 0     |
| 2021-2022             | Raja CA               | Botola Pro            | 17          | 8           | 2           | 2                     | 0                     | 0                     | C1                             | 7                              | 0                              | 0                              | -     | -     | -     | 26    | 8     | 2     |
| 2022-2023             | Raja CA               | Botola Pro            | 24          | 2           | 0           | 2                     | 0                     | 1                     | C1                             | 10                             | 3                              | 1                              | -     | -     | -     | 36    | 5     | 2     |
| Sous-total            | Sous-total            | Sous-total            | 42          | 10          | 2           | 4                     | 0                     | 1                     | -                              | 17                             | 3                              | 1                              | -     | -     | -     | 63    | 13    | 4     |
| 2023-2024             | SL16 FC               | D1B                   | 23          | 6           | 1           | -                     | -                     | -                     | -                              | -                              | -                              | -                              | -     | -     | -     | 23    | 6     | 1     |
| 2023-2024             | Standard de Liège     | Jupiler League        | 2           | 1           | 0           | -                     | -                     | -                     | -                              | -                              | -                              | -                              | -     | -     | -     | 2     | 1     | 0     |
| 2024-2025             | Standard de Liège     | Jupiler League        | 15          | 2           | 1           | 1                     | 0                     | 0                     | -                              | -                              | -                              | -                              | -     | -     | -     | 16    | 2     | 1     |
| Sous-total            | Sous-total            | Sous-total            | 17          | 3           | 1           | 1                     | 0                     | 0                     | -                              | -                              | -                              | -                              | -     | -     | -     | 18    | 3     | 1     |
| 2024-2025             | RWD Molenbeek (prêt)  | D1B                   | 2           | 1           | 0           | -                     | -                     | -                     | -                              | -                              | -                              | -                              | -     | -     | -     | 2     | 1     | 0     |
| Total sur la carrière | Total sur la carrière | Total sur la carrière | 84          | 20          | 4           | 5                     | 0                     | 1                     | -                              | 17                             | 3                              | 1                              | 0     | 0     | 0     | 106   | 23    | 6     |

### En sélection marocaine
Le tableau suivant liste les rencontres de l'équipe du Maroc U23 des catégories des jeunes dans lesquelles Soufiane Benjdida a été sélectionné depuis le 24 mars 2023.
| Catégorie | Date         | Lieu  | Adversaire | Résultat | Minutes | Compétition  | Buts | Passes | Capitaine | Club    |
| --------- | ------------ | ----- | ---------- | -------- | ------- | ------------ | ---- | ------ | --------- | ------- |
| Maroc U23 | 24 mars 2023 | Rabat | Togo       | 2 – 0    | 10 min  | Match amical | 0    | 0      | Non       | Raja CA |

## Palmarès

### En club
Raja Club Athletic
- Championnat du Maroc
  - Vice-champion en 2021-22.
- Coupe du Trône
  - Finaliste en 2022.
- Supercoupe d'Afrique
  - Finaliste en 2021.

### Distinctions personnelles
- Prix 'Aigle du mois' pour le meilleur joueur du Raja CA pour le mois de juin 2022.